# Ronald Langón
Ronald Arturo Langón (6 sierpnia 1939) – piłkarz urugwajski, napastnik.
Jako piłkarz klubu Defensor Sporting wraz z reprezentacją Urugwaju wziął udział w finałach mistrzostw świata w 1962 roku. Urugwaj odpadł w fazie grupowej, a Langón zagrał tylko w jednym meczu – z Kolumbią.
Był w kadrze "40" na finały mistrzostw świata 1966 roku.
Nigdy nie wziął udziału w turnieju Copa América.
Od 29 listopada 1961 do 15 maja 1966 rozegrał w reprezentacji Urugwaju 11 meczów